# Einar Kjellén

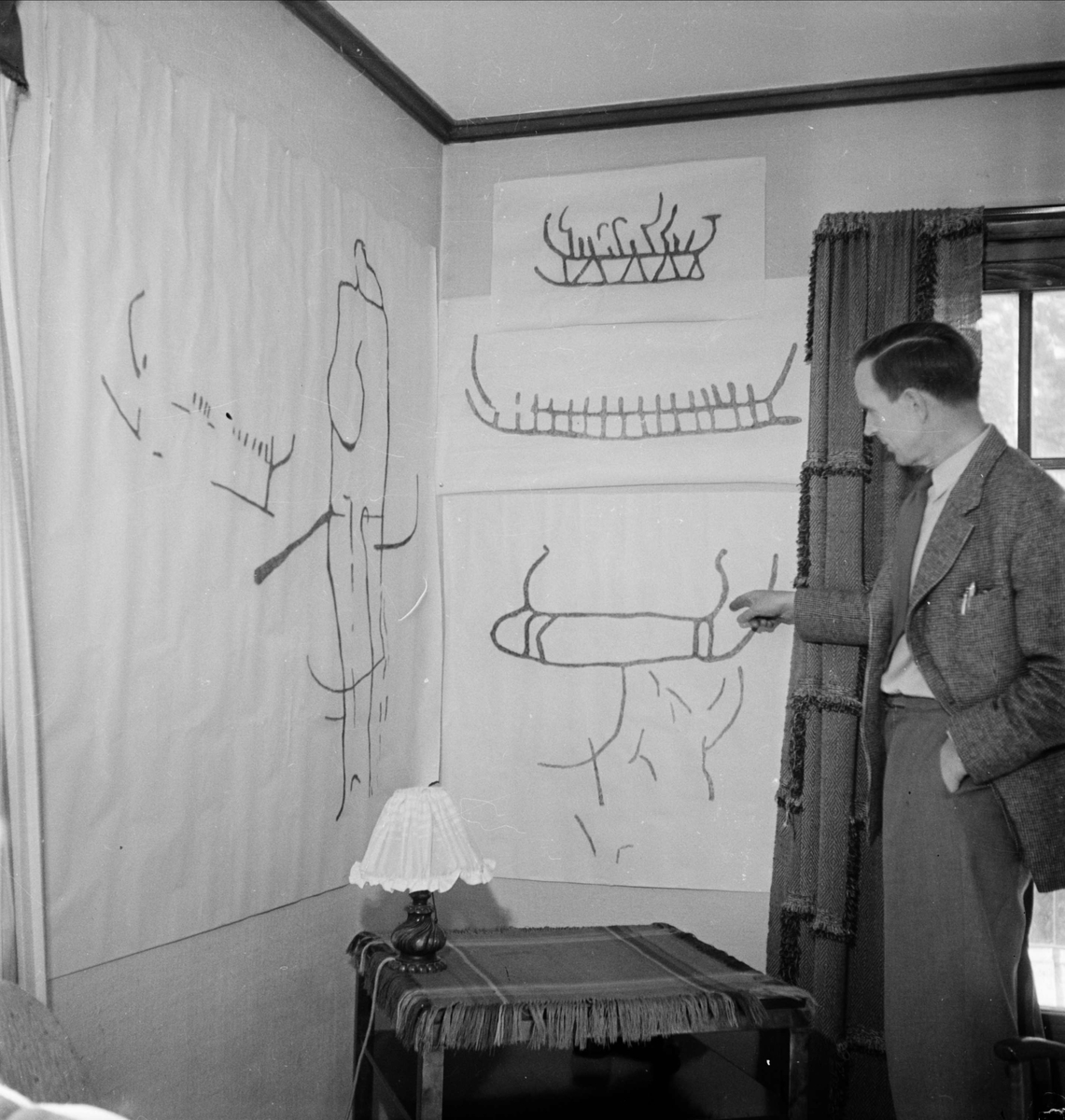
Einar Kjellén visar skisser av hällristningar, sannolikt i Grillby, Villberga socken, Uppland 1953

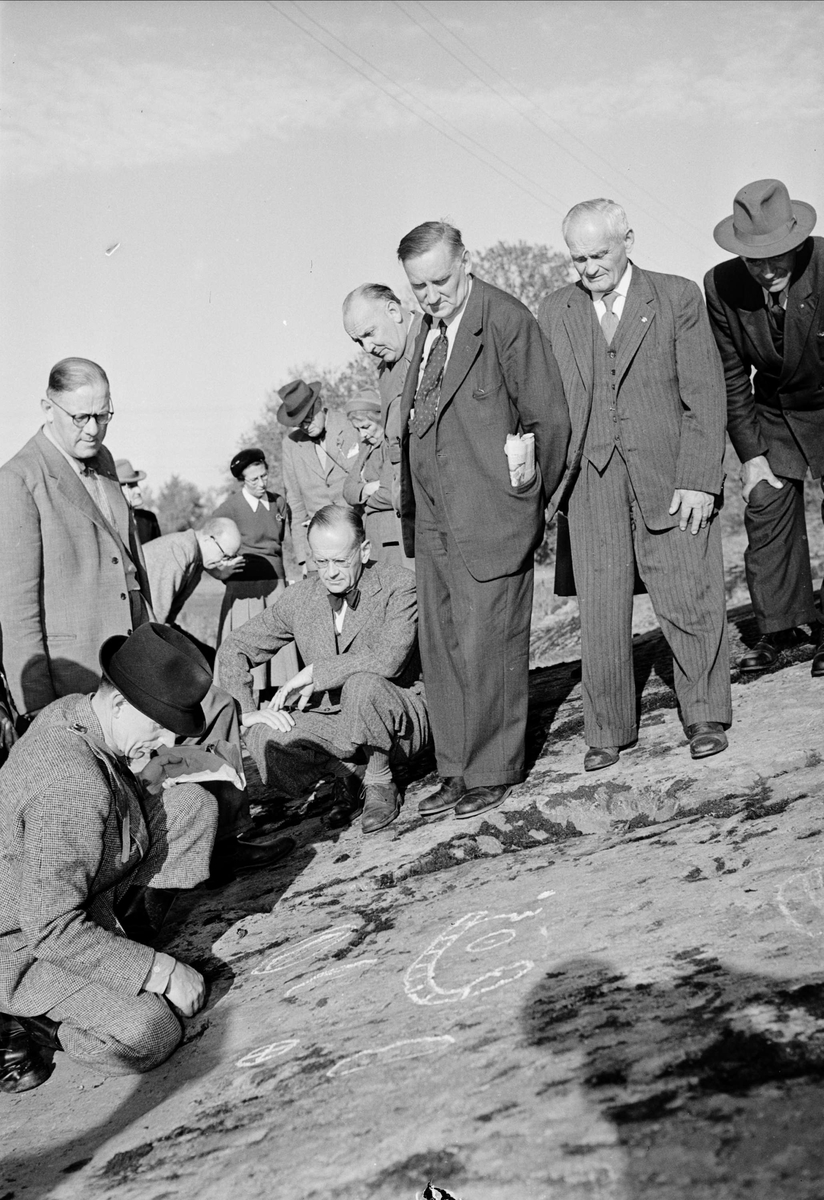
Einar Kjellén visar Upplands fornminnesförening Stora Rickebyhällen, Rickeby, Boglösa socken, Uppland 1953

Johan Einar Kjellén, född 26 september 1903 i Grillby, död där 15 juli 2000, var en svensk arkeolog. Kjellén upptäckte Sveriges största hällristning Brandskogsskeppet.

## Biografi
Kjellén var hela livet bosatt i Grillby, i Trögds härad i södra Uppland, en halvö i Mälaren nära Enköping. Redan som tonåring omkring 1920 började han intressera sig för sin hembygds historia och särskilt dess arkeologi. Han hade planer på att utbilda sig till arkeolog, men kom i stället att arbeta i familjefirman Auktionsaktiebolaget Pettersson & Kjellén, som ägdes av hans far. Kjellén övertog sedermera företaget och ledde det till hög ålder. Vid sidan av arbetet med auktioner, bouppteckningar och försäljningar av jordbruksfastigheter fortsatte han hela livet med sitt sökande efter och dokumentation av hällristningar. Han gjorde här en mycket betydande insats. År 1925 upptäckte han det mer än 4 meter långa Brandskogsskeppet i Boglösa socken som tidigare inte hade några kända ristningar eller runinskrifter. Flera ristningar hittades sedan på samma block och på andra platser i området. 
Kjellén deltog även i debatten om ristningar och fornhistoria med bland andra Arthur Nordén som under en lång tid hade intresserat sig för Östergötlands hällristningar. 
Einar Kjellén fortsatte att leta efter och upptäcka nya hällristningar som han dokumenterade. Han hittade ristningar på flera olika ställen i Boglösa, Vårfrukyrka, Villberga, Litslena, Härkeberga och Biskopskulla. Boglösa är genom hans arbete väl dokumenterat på denna punkt. År 2000, när Kjellén fyllde 96 år, hade hans dokumentation växt till ett 20-tal pärmar med teckningar, kartor, fotografier och skriftliga dokument av cirka 1000 hällristningar i Enköpings kommun. Denna forskning donerades till Enköpings museum som nu tillgängliggör delar av den på internet.
Det finns 1600 kända hällristningsytor i Uppland. Tre fjärdedelar av dessa finns inom Trögds härad. De allra flesta av dessa har upptäckts och inrapporterats till riksantikvarieämbetet av Kjellén. Genom hans insatser har Enköpingsområdet kommit att bli landets största hällristningsområde näst efter Bohuslän.
Han utgav flera både populära och vetenskapligt hållna skrifter om Upplands hällristningar, ett område, där han blev en banbrytare med stor auktoritet bland professionella, akademiska arkeologer. Einar Kjellén är begravd på Villberga kyrkogård.